# Orthotrichum rupestre
Orthotrichum rupestre là một loài Rêu trong họ Orthotrichaceae. Loài này được Schleich. ex Schwägr. mô tả khoa học đầu tiên năm 1816.